# Deutsche Botschaft Lomé
Die Deutsche Botschaft Lomé ist die offizielle diplomatische Vertretung der Bundesrepublik Deutschland in der Republik Togo.

## Lage und Gebäude
Die Botschaft liegt im Westen der togoischen Hauptstadt Lomé am Strandboulevard direkt am Golf von Guinea. Die Grenze zu Ghana ist in westlicher Richtung nur einen Kilometer entfernt. Die an der Küstenlinie rund 50 km östlich gelegene Grenze zu Benin ist mit dem Pkw über die Nationalstraße N 34 in knapp zwei Stunden (80 km) erreichbar. Eine Fahrt über die Nationalstraße N 1 zur Grenze mit Burkina Faso im Norden bei dem Ort Kpondjaga (655 km) würde 11 Stunden beanspruchen.
Der 10 km entfernte internationalen Flughafen Lomé (Aéroport de Lomé-Gnassingbe Eyadema) ist in 20 Minuten erreichbar. Die Botschaft ist 3 km von dem in wenigen Minuten erreichbaren Außenministerium entfernt. Die Straßenadresse der Botschaft Lomé lautet: Boulevard de la République, Lomé.
Die Liegenschaft der Botschaft umfasst die in den Jahren 1979 bis 1981 errichtete zweigeschossige Kanzlei, die Residenz des Leiters und zwei Dienstwohnungen. Es sind ferner mehrere Nebengebäude und drei angemieteten Dienstwohnungen auf dem Grundstück vorhanden. Im Jahr 2018 erfolgte durch das Bundesamt für Bauwesen und Raumordnung die Ausschreibung einer Generalsanierung sowie des Neubaus einer Außenwache für Dauerbetrieb, einer Kfz-Schleuse und eines Schutzraumes sowie der Erweiterung der Visa-Schalter.

## Aufgaben und Organisation

### Diplomatische Tätigkeit
Die Botschaft Lomé hat den Auftrag, die bilateralen Beziehungen zum Gastland Togo zu pflegen, die deutschen Interessen gegenüber der togoischen Regierung zu vertreten und die Bundesregierung über Entwicklungen im Gastland zu unterrichten. In der Botschaft werden die Sachgebiete Politik, Wirtschaft, Kultur und Presse bearbeitet. Togo zählt zu den Kooperationsländern der deutschen Entwicklungszusammenarbeit. Schwerpunkte sind Dezentralisierung, berufliche Bildung und Jugendbeschäftigung, Ernährungssicherheit, ländliche Entwicklung und Landwirtschaft.

#### Politische Krise 2005
Bei schweren inneren Unruhen im Gefolge der Präsidentschaftswahl 2005 gewährte die Deutsche Botschaft Lomé dem ehemaligen Innenminister Francois Boko, der um sein Leben fürchten musste, Zuflucht. Die Handlung stieß bei der togoischen Regierung auf Ablehnung. In der togoischen Öffentlichkeit kam es zu einer anti-deutschen Kampagne; der damalige Leiter der Botschaft wurde in togoischen Medien durch gezielte Verleumdungen verunglimpft.

### Konsularische Dienstleistungen
Die Botschaft erledigt nicht alle konsularischen Dienstleistungen für deutsche Staatsangehörige in Togo. Sie stellt Visa für togoische Staatsangehörige aus. Es besteht täglich bis 22.00 Uhr ein telefonischer Bereitschaftsdienst für konsularische Notfälle.

## Geschichte
Seit dem 16. Dezember 1959 unterhielt die Bundesrepublik Deutschland in Lomé eine Außenstelle des Konsulats in Dakar (Senegal). Diese wurde am 27. April 1960, dem Tag der Unabhängigkeit von Frankreich, in eine Botschaft umgewandelt.
Die DDR nahm am 18. April 1973 diplomatische Beziehungen zu Togo auf, hatte aber keine Botschaft im Land; die bilateralen Beziehungen wurden im Rahmen einer Nebenakkreditierung von Accra (Ghana) aus betreut.